# Imilcone Fàmea
Imilcone Fàmea (fl. II secolo a.C.) è stato un condottiero, generale e luogotenente cartaginese.
Fu il comandante della cavalleria di Cartagine durante la Terza guerra punica (149 a.C.-146 a.C.). Si segnalò soprattutto nel 149 a.C., proprio durante una battaglia in questa guerra tra le due potenze del Mediterraneo.
Passò, avendo probabilmente intuito la disfatta dei Cartaginesi nella Battaglia di Cartagine, con 2,200 cavalieri, dalla parte dei Romani.